# Osma egipčanska dinastija
Osma egipčanska dinastija je malo znana vladavina kratkoživih vladarjev na začetku 22. stoletja pr. n. št., se pravi v Prvem vmesnem obdobju med Starim in Srednjim egipčanskim kraljestvom. 
Dinastija je vladala približno 20—45 let v različnih predlaganih obdobjih: 2190—2165 pr. n. št.,  2181–2160 pr. n. št. 2191–2145 pr. n. št.  in 2150–2118 pr. n. št.
V tem obdobju je moč kraljev usahnila. Oblast v državi so prevzeli guvernerji provinc – nomarhi. Nomarhe iz Herakleopolisa Magnae je so strmoglavili vladarji iz Teb v Gornjem Egiptu in ustanovili Deveto dinastijo.

### Maneton
Egipčanski svečenik Maneton je v 3. stoletju pr. n. št. napisal zgodovino Egipta, znano kot Aegyptiaca. Njegovo delo se ni ohranilo in je znano samo iz povzetkov treh kasnejših piscev. Vsi trije omenjeni viri so izjemno težavni za obdelavo.  Sikst Julij Afričan in Evzebij Cezarejski, na primer, sta zlasti v zvezi s Sedmo in Osmo dinastijo, pogosto konradiktorna.  Afričan trdi, da je v Sedmi dinastiji v Memfisu vladalo 70  kraljev skupaj 70 dni,  v Osmi dinastiji pa 27 kraljev 146 let. Evzebij piše, da je v Sedmi dinastiji pet kraljev vladalo 75 dni, v Osmi dinastiji pa pet kraljev 100 let.  Podatek, da je 70 kraljev vladalo 70 dni, je zagotovo povzet po Manetu, vendar je napačno intrepretiran, ker je Maneto s tem želel povedati, da so bile vladavine kraljev izjemno kratke. Ker Maneto za to obdobje ni navedel nobenega aktualnega zgodovinskega podatka, mnogo znanstvenikov trdi, da je Sedma dinastija izmišljena.

### Torinski in Abidoški seznam kraljev
Torinski in Abidoški seznam kraljev sta bila napisana med vladanjem Setija I. in njegovega sina Ramzesa II. Oba navajata kralje od Prva dinastije dalje. Kralji, omenjeni v vpisih 42 do 56 v Abidoškem seznamu, spadajo med konec Šeste  in začetek Enajste dinastije, vendar ne spadajo niti v Deveto niti v Deseto dinastijo, zato so uvrščeni v Osmo dinastijo. Torinski seznam kraljev je zelo poškodovan in zato težko čitljiv. Kljub temu je na fragmentu z imenom kraljice Niktoris mogoče videti še dve poškodovani imeni in ime kralja Kakare Ibija, 53. kralja z Abidoškega seznama. Zgleda, da je do konca dinastije dovolj prostora za še dva kralja. To morda kaže, da je manjkajoči del Torinskega seznama vseboval kralje od 51. do 55. registra Abidoškega seznama kraljev.  Ker je na Torinskem seznamu prvih devet kraljev z Abidoškega seznama izpuščenih, W.C. Hayes domneva, da so Egipčani v tej točki morda ločili Sedmo in Osmo dinastijo.

## Prvo vmesno obdobje
Prvih  pet kraljev iz tega obdobja je imelo osebno ime Neferkare, se pravi prestolno ime Pepija II., kar kaže, da so bili  morda potomci Šeste dinastije, ki so uspeli obdržati nekaj oblasti. Nekatera dejanja zadnjih štirih kraljev Osme dinastije so dokumentirana v njihovih ukazih vezirju Šemaju, s kakšno monumentalno gradnjo pa je povezan  samo Kakare Ibi. Njegova piramida stoji v Sakari v bližini piramide   Pepija II. in vsebuje piramidna besedila.
Veliko število kraljev v tem obdobju kaže, da je centralna oblast v Egiptu razpadla. Večina kraljev, z izjemo zadnjih iz Osme dinastije, je znana samo po imenih. To skupino kraljev, ki je vladala iz Memfisa,  je nazadnje  porazila rivalska Deveta dinastija kraljev s sedežem v  Heracleopolis Magna.

## Vladarji
Razvrščanje egipčanskih faraonov v dinastije je delo egipčanskega svečenika Manetona, ki je v 3. stoletju pr. n. št. napisal zgodovino Egipta z naslovom Aegyptiaca. Maneton je v Sedmo dinastijo uvrstil 70 kraljev, ki so vladali 70 dni, kar kaže na kaos po propadu Starega kraljestva in na začetku Prvega prehodnega obdobja.  Zaradi pomanjkanja dokazov o obstoju Sedme dinastije sodobni egiptologi domnavajo,  da je bila izmišljena in pomešana z bolje dokumentirano Osmo dinastijo.
V Osmi dinastiji so malo znani kralji takoj po smrti Merenreja II. okoli leta 2180 pr. n. št. nekaj časa  vladali iz Memfisa.
| me             | Komentar |
| -------------- | --- |
| Nečerkare      | Včasih klasificiran kot zadnji kralj Šeste dinastije. Istoveten z Nitokrisom. |
| Menkare        | Dokazan morda na reliefu iz grobnice kraljice Neit. |
| Neferkare II.  | - |
| Neferkare III. | Načrtoval ali začel gradnjo piramide Neferkare Nebi je večno življenje, morda v Sakari. |
| Džedkare II.   | - |
| Neferkare IV.  | - |
| Merenhor       | - |
| Neferkamin I.  | - |
| Nikare         | Dokazan morda na valjastem pečatniku. |
| Neferkare V.   | - |
| Neferkahor     | Dokazan morda na valjastem pečatniku. |
| Neferkare VI.  | Po Torinskem seznamu kraljev vladal najmanj eno leto. |
| Neferkamin Anu | |
| Kakare Ibi     | Po Torinskem seznamu kraljev je vladal dve leti, en mesec in en dan. Dokazan s Kakarejevim piramidnim kompleksom v Sakari.                                                                       |
| Neferkaure     | Po Torinskem seznamu kraljev je vladal štiri leta in dva meseca. Dokazan z dekretom, povezanim z Minovim templjem.                                                                               |
| Neferkauhor    | Po Torinskem seznamu kraljev je vladal dve leti, en mesec in en dan. Dokazan z osmimi dekreti, povezanimi z Minovim templjem, in napisom v grobnici vezirja Šemaja..                             |
| Neferirkare    | Po Torinskem seznamu kraljev je vladal leto in pol. Morda identičen s (enim ali obema) Horom Demedžibtavijem in Vadžekarejem. Če je to res, je dokazan z dekretom, povezanim z Minovim templjem. |